# Pero miplesetharia
Pero miplesetharia là một loài bướm đêm trong họ Geometridae.